# Aerofilatelistyka

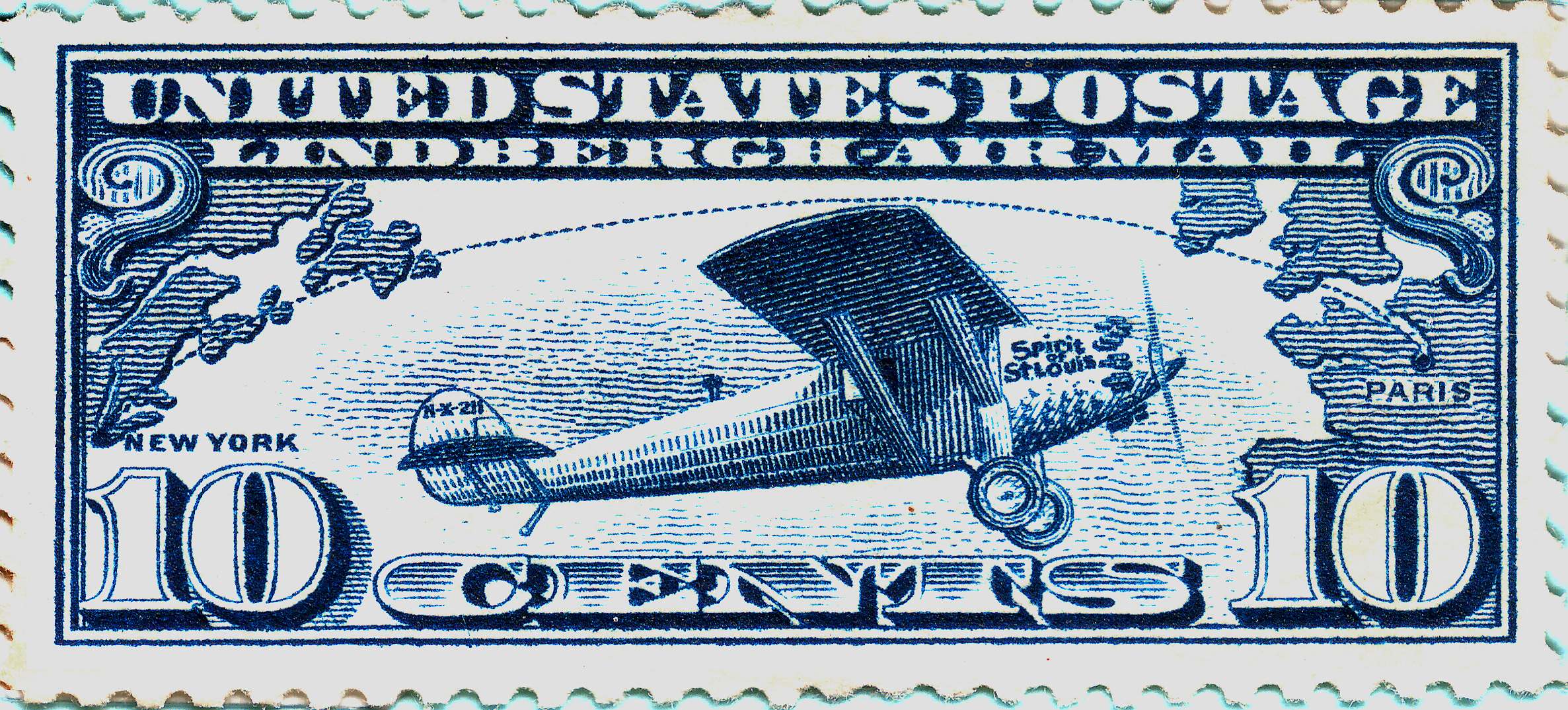

Aerofilatelistyka – jeden z rodzajów filatelistyki, polegający na zbieraniu walorów filatelistycznych powiązanych z lotnictwem. Większość tych znaczków posiada motywy powiązane z lotnictwem, imprezami lotniczymi, samolotami itp. Również mogą to być znaczki wydane dla poczty lotniczej.